# Baneuil
 Baneuil  (en occitano Banuèlh) es una población y comuna francesa, situada en la región de Aquitania, departamento de Dordoña, en el distrito de Bergerac y cantón de Lalinde.
Se halla en la región histórica de Perigòrd.

## Demografía
| 280 | 260 | 259 | 262 | 299 | 302 |
| Para los censos de 1962 a 1999 la población legal corresponde a la población sin duplicidades (Fuente: INSEE [Consultar]) |     |     |     |     |     |